# 更上閣
更上閣（こうじょうかく）は、青森県八戸市にある明治時代から大正時代にかけて建築された邸宅。主屋及び門が日本国の登録有形文化財に登録されている。

## 概要
呉服商、醤油の製造・販売業や繊維工場及び泉山銀行を設立し、その経営等で財を成た泉山家宅邸として建築された。毎年２月には八戸せんべい汁と甘酒を飲食しながら八戸えんぶりを鑑賞することができる「お庭えんぶり」が行われる。

## 建築
2003年（平成15年）9月19日、以下が登録有形文化財となった。
- 主屋

1897年（明治30年）築、1919年（大正8年）増築。二軒半繁垂木、蟇股や虹梁といった社寺建築の技法を取り入れている。玄関棟の背面に座敷棟が増築された。
- 門

大正8年築。石造、間口2.7m。敷地東南部に位置する。材質は石材が中心。両側の通用口頂部の先端にはそれぞれ反りをつけ、鳥居のような形状をしている。脇障子風で、小壁を羽目板状につくる。

## 現地情報
- 所在地
  - 青森県八戸市大字本徒士町5-4
- 交通アクセス
  - 八戸線・本八戸駅より徒歩13分
  - 八戸自動車道八戸インターチェンジより車10分